# Tournoi féminin de Nouvelle-Zélande de rugby à sept 2020
Ne doit pas être confondu avec Tournoi de Nouvelle-Zélande de rugby à sept 2020.
Le Tournoi féminin de Nouvelle-Zélande de rugby à sept 2020 est la quatrième étape de la saison 2019-2020 du circuit féminin des World Rugby Sevens Series. Elle se déroule sur deux jours du 25 au 26 janvier 2020 au FMG Stadium Waikato de Hamilton.
Cette édition est remportée par la Nouvelle-Zélande, après avoir battu le Canada en finale.

## Équipes participantes
Douze équipes participent au tournoi, dont une invitée :
- Angleterre
- Australie
- Brésil
- Chine (invitée)
- Canada
- Espagne
- États-Unis
- Fidji
- France
- Irlande
- Nouvelle-Zélande
- Russie

## Tournoi principal

### Phase de poules

#### Poule A
| Rang | Pays             | J | V | N | D | Pm  | Pe | Diff | Pts |
| ---- | ---------------- | - | - | - | - | --- | -- | ---- | --- |
| 1    | Nouvelle-Zélande | 3 | 3 | 0 | 0 | 118 | 35 | +83  | 9   |
| 2    | Angleterre       | 3 | 1 | 0 | 2 | 57  | 66 | -9   | 5   |
| 3    | Fidji            | 3 | 1 | 0 | 2 | 59  | 74 | -15  | 5   |
| 4    | Chine            | 3 | 1 | 0 | 2 | 24  | 83 | -59  | 5   |

|  | Qualifiée pour la Cup           |
|  | Reversée en match de classement |

| 25 janvier 2020 10 h 58 UTC+13:00 | Fidji | 26 - 19 | Angleterre | FMG Stadium Waikato, Hamilton |
| 25 janvier 2020 10 h 58 UTC+13:00 |       |         |            | FMG Stadium Waikato, Hamilton |
| 25 janvier 2020 10 h 58 UTC+13:00 |       |         |            | FMG Stadium Waikato, Hamilton |

| 25 janvier 2020 11 h 20 UTC+13:00 | Nouvelle-Zélande | 40 - 7 | Chine | FMG Stadium Waikato, Hamilton |
| 25 janvier 2020 11 h 20 UTC+13:00 |                  |        |       | FMG Stadium Waikato, Hamilton |
| 25 janvier 2020 11 h 20 UTC+13:00 |                  |        |       | FMG Stadium Waikato, Hamilton |

| 25 janvier 2020 16 h 36 UTC+13:00 | Fidji | 12 - 17 | Chine | FMG Stadium Waikato, Hamilton |
| 25 janvier 2020 16 h 36 UTC+13:00 |       |         |       | FMG Stadium Waikato, Hamilton |
| 25 janvier 2020 16 h 36 UTC+13:00 |       |         |       | FMG Stadium Waikato, Hamilton |

| 25 janvier 2020 16 h 58 UTC+13:00 | Nouvelle-Zélande | 40 - 7 | Angleterre | FMG Stadium Waikato, Hamilton |
| 25 janvier 2020 16 h 58 UTC+13:00 |                  |        |            | FMG Stadium Waikato, Hamilton |
| 25 janvier 2020 16 h 58 UTC+13:00 |                  |        |            | FMG Stadium Waikato, Hamilton |

| 26 janvier 2020 10 h 13 UTC+13:00 | Angleterre | 31 - 0 | Chine | FMG Stadium Waikato, Hamilton |
| 26 janvier 2020 10 h 13 UTC+13:00 |            |        |       | FMG Stadium Waikato, Hamilton |
| 26 janvier 2020 10 h 13 UTC+13:00 |            |        |       | FMG Stadium Waikato, Hamilton |

| 26 janvier 2020 10 h 35 UTC+13:00 | Nouvelle-Zélande | 38 - 21 | Fidji | FMG Stadium Waikato, Hamilton |
| 26 janvier 2020 10 h 35 UTC+13:00 |                  |         |       | FMG Stadium Waikato, Hamilton |
| 26 janvier 2020 10 h 35 UTC+13:00 |                  |         |       | FMG Stadium Waikato, Hamilton |

#### Poule B
| Rang | Pays       | J | V | N | D | Pm | Pe | Diff | Pts |
| ---- | ---------- | - | - | - | - | -- | -- | ---- | --- |
| 1    | Australie  | 3 | 3 | 0 | 0 | 83 | 40 | +43  | 9   |
| 2    | États-Unis | 3 | 2 | 0 | 1 | 67 | 38 | +29  | 7   |
| 3    | Russie     | 3 | 1 | 0 | 2 | 48 | 73 | -25  | 5   |
| 4    | Brésil     | 3 | 0 | 0 | 3 | 35 | 82 | -47  | 3   |

|  | Qualifiée pour la Cup           |
|  | Reversée en match de classement |

| 25 janvier 2020 10 h 14 UTC+13:00 | États-Unis | 19 - 12 | Russie | FMG Stadium Waikato, Hamilton |
| 25 janvier 2020 10 h 14 UTC+13:00 |            |         |        | FMG Stadium Waikato, Hamilton |
| 25 janvier 2020 10 h 14 UTC+13:00 |            |         |        | FMG Stadium Waikato, Hamilton |

| 25 janvier 2020 10 h 36 UTC+13:00 | Australie | 24 - 14 | Brésil | FMG Stadium Waikato, Hamilton |
| 25 janvier 2020 10 h 36 UTC+13:00 |           |         |        | FMG Stadium Waikato, Hamilton |
| 25 janvier 2020 10 h 36 UTC+13:00 |           |         |        | FMG Stadium Waikato, Hamilton |

| 25 janvier 2020 15 h 52 UTC+13:00 | États-Unis | 34 - 7 | Brésil | FMG Stadium Waikato, Hamilton |
| 25 janvier 2020 15 h 52 UTC+13:00 |            |        |        | FMG Stadium Waikato, Hamilton |
| 25 janvier 2020 15 h 52 UTC+13:00 |            |        |        | FMG Stadium Waikato, Hamilton |

| 25 janvier 2020 16 h 14 UTC+13:00 | Australie | 40 - 12 | Russie | FMG Stadium Waikato, Hamilton |
| 25 janvier 2020 16 h 14 UTC+13:00 |           |         |        | FMG Stadium Waikato, Hamilton |
| 25 janvier 2020 16 h 14 UTC+13:00 |           |         |        | FMG Stadium Waikato, Hamilton |

| 26 janvier 2020 9 h 29 UTC+13:00 | Russie | 24 - 14 | Brésil | FMG Stadium Waikato, Hamilton |
| 26 janvier 2020 9 h 29 UTC+13:00 |        |         |        | FMG Stadium Waikato, Hamilton |
| 26 janvier 2020 9 h 29 UTC+13:00 |        |         |        | FMG Stadium Waikato, Hamilton |

| 26 janvier 2020 9 h 51 UTC+13:00 | Australie | 19 - 14 | États-Unis | FMG Stadium Waikato, Hamilton |
| 26 janvier 2020 9 h 51 UTC+13:00 |           |         |            | FMG Stadium Waikato, Hamilton |
| 26 janvier 2020 9 h 51 UTC+13:00 |           |         |            | FMG Stadium Waikato, Hamilton |

#### Poule C
| Rang | Pays    | J | V | N | D | Pm | Pe | Diff | Pts |
| ---- | ------- | - | - | - | - | -- | -- | ---- | --- |
| 1    | Canada  | 3 | 3 | 0 | 0 | 80 | 31 | +49  | 9   |
| 2    | France  | 3 | 2 | 0 | 1 | 85 | 35 | +50  | 7   |
| 3    | Espagne | 3 | 1 | 0 | 2 | 26 | 73 | -47  | 5   |
| 4    | Irlande | 3 | 0 | 0 | 3 | 21 | 73 | -52  | 3   |

|  | Qualifiée pour la Cup           |
|  | Reversée en match de classement |

| 25 janvier 2020 9 h 30 UTC+13:00 | France | 31 - 7 | Espagne | FMG Stadium Waikato, Hamilton |
| 25 janvier 2020 9 h 30 UTC+13:00 |        |        |         | FMG Stadium Waikato, Hamilton |
| 25 janvier 2020 9 h 30 UTC+13:00 |        |        |         | FMG Stadium Waikato, Hamilton |

| 25 janvier 2020 9 h 52 UTC+13:00 | Canada | 24 - 7 | Irlande | FMG Stadium Waikato, Hamilton |
| 25 janvier 2020 9 h 52 UTC+13:00 |        |        |         | FMG Stadium Waikato, Hamilton |
| 25 janvier 2020 9 h 52 UTC+13:00 |        |        |         | FMG Stadium Waikato, Hamilton |

| 25 janvier 2020 15 h 8 UTC+13:00 | France | 35 - 7 | Irlande | FMG Stadium Waikato, Hamilton |
| 25 janvier 2020 15 h 8 UTC+13:00 |        |        |         | FMG Stadium Waikato, Hamilton |
| 25 janvier 2020 15 h 8 UTC+13:00 |        |        |         | FMG Stadium Waikato, Hamilton |

| 25 janvier 2020 15 h 30 UTC+13:00 | Canada | 35 - 5 | Espagne | FMG Stadium Waikato, Hamilton |
| 25 janvier 2020 15 h 30 UTC+13:00 |        |        |         | FMG Stadium Waikato, Hamilton |
| 25 janvier 2020 15 h 30 UTC+13:00 |        |        |         | FMG Stadium Waikato, Hamilton |

| 26 janvier 2020 8 h 45 UTC+13:00 | Espagne | 14 - 7 | Irlande | FMG Stadium Waikato, Hamilton |
| 26 janvier 2020 8 h 45 UTC+13:00 |         |        |         | FMG Stadium Waikato, Hamilton |
| 26 janvier 2020 8 h 45 UTC+13:00 |         |        |         | FMG Stadium Waikato, Hamilton |

| 26 janvier 2020 9 h 7 UTC+13:00 | Canada | 21 - 19 | France | FMG Stadium Waikato, Hamilton |
| 26 janvier 2020 9 h 7 UTC+13:00 |        |         |        | FMG Stadium Waikato, Hamilton |
| 26 janvier 2020 9 h 7 UTC+13:00 |        |         |        | FMG Stadium Waikato, Hamilton |

### Phase finale

#### Cup
|  | Demi-finales                        | Demi-finales                        |                    |    | Finale                              | Finale                              |
|  | Demi-finales                        | Demi-finales                        |                    |    | Finale                              | Finale                              |
|  |                                     |                                     |                    |    |                                     |                                     |
|  | 26 janvier 2020 à 15 h 36 UTC+13:00 | 26 janvier 2020 à 15 h 36 UTC+13:00 |                    |    | 26 janvier 2020 à 20 h 26 UTC+13:00 | 26 janvier 2020 à 20 h 26 UTC+13:00 |
|  | 26 janvier 2020 à 15 h 36 UTC+13:00 | 26 janvier 2020 à 15 h 36 UTC+13:00 |                    |    | 26 janvier 2020 à 20 h 26 UTC+13:00 | 26 janvier 2020 à 20 h 26 UTC+13:00 |
|  | Australie                           | 19                                  |                    |    | 26 janvier 2020 à 20 h 26 UTC+13:00 | 26 janvier 2020 à 20 h 26 UTC+13:00 |
|  | Australie                           | 19                                  |                    |    | 26 janvier 2020 à 20 h 26 UTC+13:00 | 26 janvier 2020 à 20 h 26 UTC+13:00 |
|  | Canada                              | 28                                  |                    |    | 26 janvier 2020 à 20 h 26 UTC+13:00 | 26 janvier 2020 à 20 h 26 UTC+13:00 |
|  | Canada                              | 28                                  | Canada             | 7  |                                     |                                     |
|  | 26 janvier 2020 à 15 h 58 UTC+13:00 |                                     | Canada             | 7  |                                     |                                     |
|  |                                     | Nouvelle-Zélande                    | 24                 |    |                                     |                                     |
|  | Nouvelle-Zélande                    | Nouvelle-Zélande                    | 24                 | 19 |                                     |                                     |
|  | Nouvelle-Zélande                    |                                     |                    | 19 |                                     |                                     |
|  | France                              | 7                                   |                    |    |                                     |                                     |
|  | France                              | 7                                   | Médaille de bronze |    |                                     |                                     |
|  |                                     |                                     |                    |    |                                     |                                     |
|  | 26 janvier 2020 à 19 h 37 UTC+13:00 |                                     |                    |    |                                     |                                     |
|  |                                     |                                     |                    |    |                                     |                                     |
|  | Australie                           | 14                                  |                    |    |                                     |                                     |
|  | Australie                           | 14                                  |                    |    |                                     |                                     |
|  | France                              | 19                                  |                    |    |                                     |                                     |
|  | France                              | 19                                  |                    |    |                                     |                                     |

#### 5eplace
| 26 janvier 2020 15 h 14 UTC+13:00 | États-Unis | 45 - 5 | Angleterre | FMG Stadium Waikato, Hamilton |
| 26 janvier 2020 15 h 14 UTC+13:00 |            |        |            | FMG Stadium Waikato, Hamilton |
| 26 janvier 2020 15 h 14 UTC+13:00 |            |        |            | FMG Stadium Waikato, Hamilton |

#### 7eplace
| 26 janvier 2020 14 h 52 UTC+13:00 | Fidji | 21 - 26 | Russie | FMG Stadium Waikato, Hamilton |
| 26 janvier 2020 14 h 52 UTC+13:00 |       |         |        | FMG Stadium Waikato, Hamilton |
| 26 janvier 2020 14 h 52 UTC+13:00 |       |         |        | FMG Stadium Waikato, Hamilton |

#### 9eplace
| 26 janvier 2020 14 h 30 UTC+13:00 | Espagne | 0 - 31 | Chine | FMG Stadium Waikato, Hamilton |
| 26 janvier 2020 14 h 30 UTC+13:00 |         |        |       | FMG Stadium Waikato, Hamilton |
| 26 janvier 2020 14 h 30 UTC+13:00 |         |        |       | FMG Stadium Waikato, Hamilton |

#### 11eplace
| 26 janvier 2020 14 h 8 UTC+13:00 | Brésil | 19 - 26 | Irlande | FMG Stadium Waikato, Hamilton |
| 26 janvier 2020 14 h 8 UTC+13:00 |        |         |         | FMG Stadium Waikato, Hamilton |
| 26 janvier 2020 14 h 8 UTC+13:00 |        |         |         | FMG Stadium Waikato, Hamilton |

## Classement final
| Rang               | Équipe           |
| ------------------ | ---------------- |
| Médaille d'or      | Nouvelle-Zélande |
| Médaille d'argent  | Canada           |
| Médaille de bronze | France           |
| 4                  | Australie        |
| 5                  | États-Unis       |
| 6                  | Angleterre       |
| 7                  | Russie           |
| 8                  | Fidji            |
| 9                  | Chine            |
| 10                 | Espagne          |
| 11                 | Irlande          |
| 12                 | Brésil           |

## Joueuses

### Meilleures marqueuses
| Rang | Joueuse          | Essais marqués |
| ---- | ---------------- | -------------- |
| 1    | Michaela Blyde   | 9              |
| 1    | Stacey Fluhler   | 9              |
| 3    | Ellia Green      | 6              |
| 4    | Charity Williams | 5              |
| 5    | Alev Kelter      | 4              |

### Meilleurs réalisatrices
| Rang | Joueuse          | Points marqués |
| ---- | ---------------- | -------------- |
| 1    | Michaela Blyde   | 45             |
| 1    | Stacey Fluhler   | 45             |
| 3    | Ghislaine Landry | 43             |
| 4    | Tyla Nathan-Wong | 39             |
| 5    | Ellia Green      | 36             |

### Distinctions
| Distinctions         | Joueuse         |
| -------------------- | --------------- |
| Impact Player        | Michaela Blyde, |
| Joueuse de la finale | Stacey Fluhler  |

### Équipe type
| Poste    | Joueuse            |
| -------- | ------------------ |
| Arrières | Stacey Fluhler     |
| Arrières | Camille Grassineau |
| Arrières | Ellia Green        |
| Arrières | Michaela Blyde     |
| Avants   | Shannon Izar       |
| Avants   | Kayla Moleschi     |
| Avants   | Brittany Benn      |